# 泾阳县
泾阳县在中国陕西省中部、泾河下游，是咸阳市所辖的一个县。区域总面积为792平方公里，有耕地67万亩。2002年人口为49万人。縣人民政府駐涇幹街道中心街190號。

## 历史
泾阳之名最早见于《诗·小雅·六月》：“侵镐及方，至于泾阳”。汉惠帝四年（前191年）改为池阳县。352年，析池阳复置泾阳县，属前秦司隶校尉部咸阳郡池阳、泾阳县。

## 人口
2020年末，咸阳市第七次全国人口普查主要数据公报显示：泾阳县常住人口为241675人，男性人口占比50.76%，女性人口占比49.24%，年龄结构中0-14岁占比17.6%，15-59岁占比57.85%，60岁以上占比24.55%，65岁以上占比17.05%。

## 地理
泾阳县境内建有中华人民共和国大地原点。

## 行政区划
泾阳县下辖1个街道办事处、12个镇：
泾干街道、永乐镇、云阳镇、桥底镇、王桥镇、口镇、三渠镇、高庄镇、太平镇、崇文镇、安吴镇、兴隆镇和中张镇。